# Raphinae
I Raphinae sono un clade estinto di uccelli incapaci di volare, precedentemente chiamati didinae o uccelli didinae. Questi uccelli abitavano le isole Mascarene di Mauritius e Rodrigues, ma si estinsero in tempi storici a causa della caccia da parte dei primi coloni e per l'introduzione di specie invasive portate da quest'ultimi, dopo la colonizzazione delle isole nel XVII secolo. Storicamente, vennero creati diversi gruppi per classificare sia il dodo sia il solitario di Rodrigues, e non tutti era concordi nel raggrupparli insieme. Più recentemente, si ritiene che questi due uccelli possano essere classificati nella famiglia Columbidae, sotto la sottofamiglia Raphinae. La prima persona a suggerire una stretta affinità tra questi uccelli e i colombi fu Johannes Theodor Reinhardt, le cui ipotesi vennero poi supportate da Hugh Edwin Strickland e Alexander Gordon Melville.
Recenti estrazioni e analisi del DNA da subfossili di dodo e solitari di Rodrigues, così come da 37 specie di colombe, hanno infine rivelato la posizione filogenetica dei raphini all'interno di Columbidae. Sorprendentemente, i raphini non sono columbidi primitivi, ma sono invece raggruppati, insieme al piccione di Nicobar, il loro parente in vita più stretto, con altri uccelli strettamente correlati come le colombe coronate ed il piccione dentato. Un terzo raphinae, Raphus solitarius, è ora considerato un ibis nel genere Threskiornis.
Sia il solitario di Rodrigues che il dodo sono ormai estinti. Si pensa che l'estinzione del dodo sia avvenuta nel 1662, ma alcuni possibili avvistamenti potrebbero riportare l'esistenza di alcuni esemplari sopravvissuti fino al 1688. L'ultimo avvistamento con una descrizione dell'animale avvenne nel 1662, ma un'analisi statistica di Roberts e Solow provò che l'estinzione del dodo probabilmente, avvenne nel 1693. Il solitario di Rodrigues si estinse in seguito. La IUCN ha stimato che il solitario si estinse nel 1778, sebbene una data più probabile sarebbe nel 1750 o il 1760. Entrambi gli uccelli si estinti a seguito della colonizzazione delle loro isole, dove vennero cacciati dai primi coloni per la loro carne, e per l'introduzione di specie invasive come ratti, cani, gatti e maiali, che si nutrivano dei pulcini e delle uova.

## Descrizione

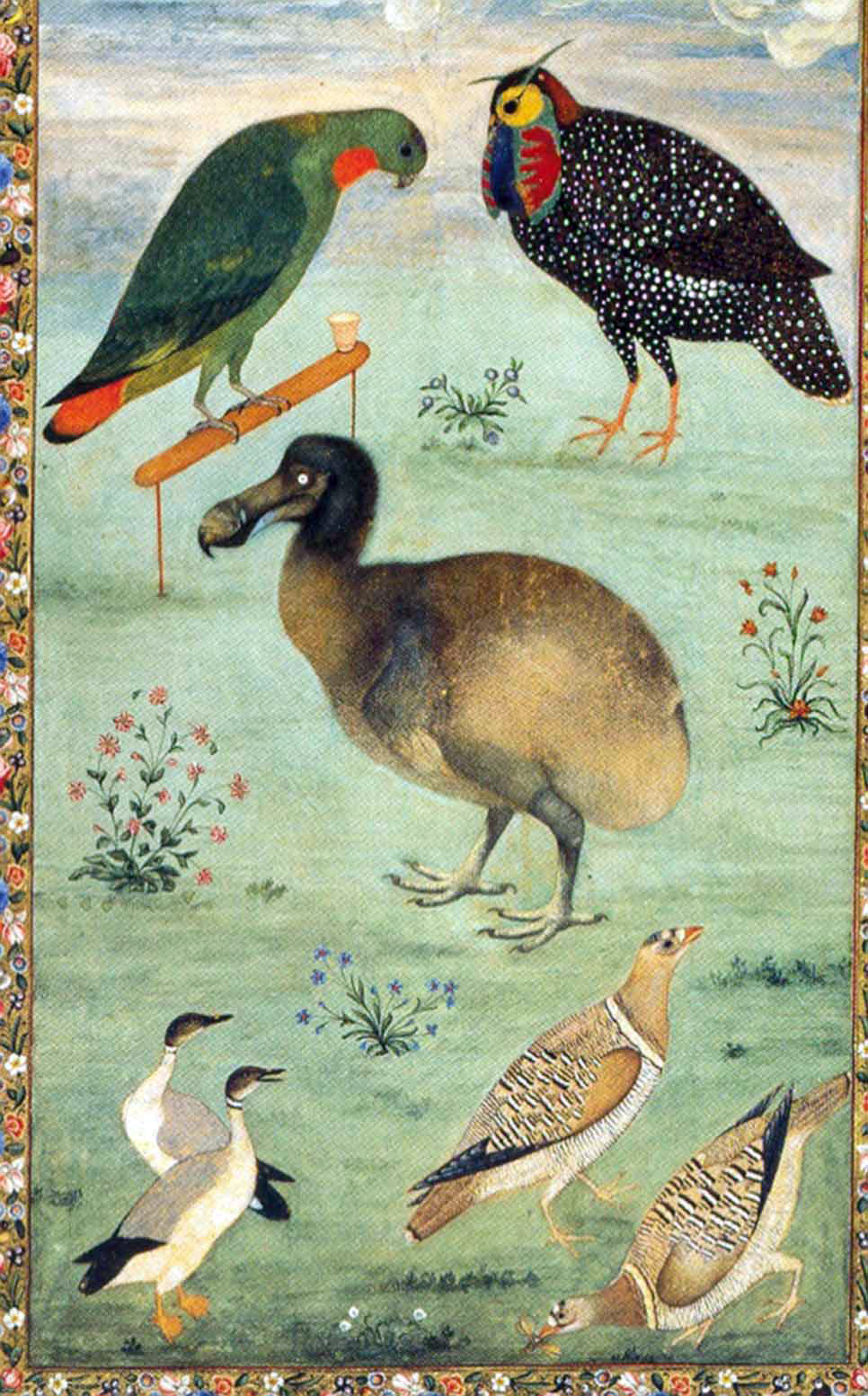
Dodo insieme ad alcuni uccelli indiani, di Ustad Mansur (c. 1625); forse la rappresentazione più accurata di un dodo dal vivo

Molte delle caratteristiche scheletriche che distinguono il dodo e il solitario Rodrigues (il suo parente più stretto), dai piccioni sono state attribuite alla loro perdita del volo. Gli elementi pelvici erano più spessi di quelli dei piccioni volanti, per sostenere il maggiore peso, e la regione pettorale e le piccole ali erano pedomorfiche, il che significa che erano sottosviluppate e mantenevano caratteristiche giovanili. Il cranio, il tronco e gli arti posteriori erano peramorfici, il che significa, invece, che cambiavano notevolmente durante la crescita. Il dodo condivideva molti altri tratti con il solitario di Rodrigues, come alcune caratteristiche del cranio, del bacino e dello sterno, nonché le loro grandi dimensioni. Tuttavia, i due differivano in altri aspetti: il dodo era più robusto e basso del solitario, con un cranio ed un becco più grandi, un tetto cranico arrotondato e orbite più piccole. Il collo e le zampe del dodo erano proporzionalmente più corte, e i polsi non presentavano i pomelli ossei presenti nelle ali del solitario.
Siccome non esistono esemplari completi di dodo, il suo aspetto esterno, come il piumaggio o la colorazione, è difficile da determinare. Illustrazioni e resoconti scritti dei primi coloni che incontrarono il dodo tra la sua scoperta e la sua estinzione (1598–1662) sono le principali prove del suo aspetto esteriore. Secondo la maggior parte delle rappresentazioni, il dodo aveva un piumaggio grigiastro o brunastro, con penne primarie più chiare ed un ciuffo di piume chiare arruffate nella parte posteriore del corpo. La testa era priva di penne e grigia, il becco verde, nero e giallo, e le zampe erano robuste e giallastre, con artigli neri. Resti subfossili e i resti di alcuni esemplari portati in Europa nel XVII secolo mostrano che erano uccelli molto grandi, alti 1 metro (3,3 piedi) e che potevano pesare fino a 23 chilogrammi (51 libbre). Gli esemplari più pesanti erano gli esemplari tenuti in cattività; si stima che il peso di questi uccelli in natura fosse compreso tra i 10,6 e i 21,1 kg (23–47 libbre). Una stima successiva fornisce un peso medio di soli 10,2 kg (22 libbre). Tuttavia, queste stime sono state messe in discussione e ci sono ancora alcune controversie. È stato suggerito che il peso dipendesse dalla stagione e che gli individui fossero più grassi durante le stagioni umide, e che fossero più magri durante la stagione secca. Il dodo era sessualmente dimorfico: i maschi erano più grandi e avevano becchi proporzionalmente più lunghi. Il becco era lungo fino a 23 centimetri (9,1 pollici) e aveva una punta uncinata. Uno studio delle poche piume rimaste sulla testa dell'esemplare di Oxford ha mostrato che le piume erano pennacee (piume con barba e rachide) piuttosto che piumose (lanuginose), e molto simili a quelle di altri piccioni.

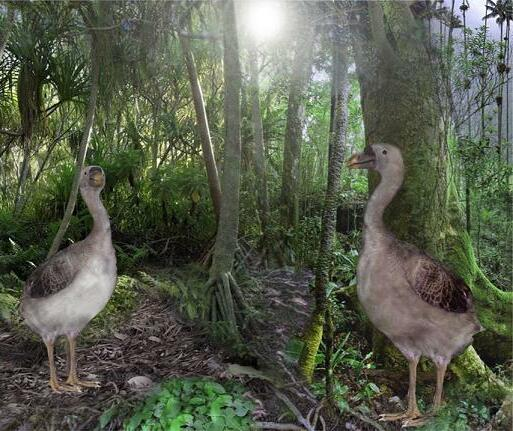
Ricostruzione digitale di una coppia di solitari di Rodrigues, basata sulla loro morfologia scheletrica e sulla descrizione di Leguat.

Diversamente dal dodo, il becco del solitario di Rodrigues era leggermente uncinato ed il collo e le zampe erano più lunghi. In una descrizione dell'epoca venne descritto delle dimensioni di un cigno. Il cranio era lungo 170 millimetri (6,7 pollici), appiattito nella parte superiore, con le parti anteriore e posteriore sollevate in due creste ossee di tessuto osseo spugnoso. Una banda nera (una descrizione contemporanea l'ha descritta come un "frontlet") appariva sulla testa proprio dietro la base del becco. Il piumaggio del solitario Rodrigues è stato descritto come grigio e marrone. Le femmine erano più chiare dei maschi e presentavano colori più chiari nella parte inferiore del collo. Il dimorfismo dimensionale sessuale nei solitari di Rodrigues è forse il più evidente tra tutti i neognati. Un gruppo di esemplari, probabilmente i maschi, era considerevolmente più grande dell'altro, misurando 90 centimetri (35 pollici) di lunghezza, per un peso massimo di 28 kg (62 libbre), mentre il gruppo più piccolo, probabilmente le femmine, misuravano solo 70 centimetri (28 pollici), per un peso di 17 kg (37 libbre). Il 60% del peso di un individuo più grande. Tuttavia, forse, il loro peso variava in modo sostanziale a causa dei cicli stagionali, il che significa che gli individui erano più grassi durante le stagioni umide, e più magri durante le stagioni secche, raggiungendo anche i 21 kg (46 libbre) di peso negli esemplari più grandi, e i 13 kg (29 libbre) negli esemplari più piccoli. Sebbene i piccioni maschi siano di solito più grandi delle femmine, non esiste alcuna prova diretta che i campioni più grandi siano in realtà i maschi della specie, e tale ipotesi è stata elaborata solo sulla base dei primi studi della specie. Sebbene il maschio fosse probabilmente più grande, ciò può essere confermato solo dalle tecniche di sessualità molecolare, e non solo dalla morfologia scheletrica.

## Classificazione
Raphinae è clade che fa parte dell'ordine Columbiformes e contiene i generi monotipici Pezophaps e Raphus. Il primo contiene la specie Pezophaps solitaria, il solitario di Rodrigues, il secondo Raphus cucullatus, il dodo. Questi uccelli raggiunsero dimensioni notevoli per via dell'isolamento insulare su isole prive di predatori, secondo la regola di Foster.

### Storia della classificazione

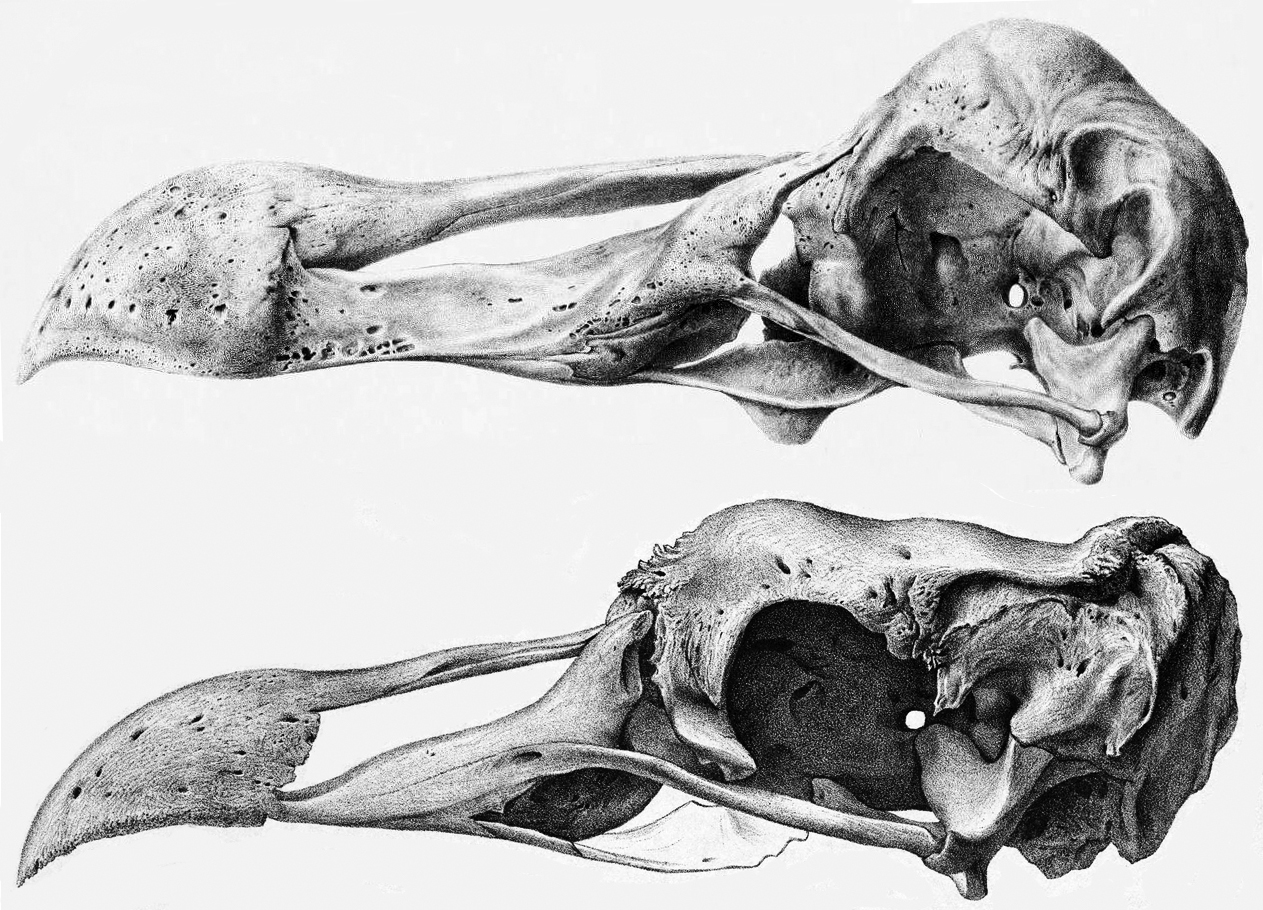
Crani di un dodo (sopra) e di un solitario di Rodrigues (sotto), quest'ultimo ridimensionato per permettere il confronto

Storicamente, il dodo era assegnato il genere Didus, ora sinonimo junior di Raphus.(Parish, 2013) Nel 1848, una nuova specie all'interno dell'ormai defunto genere Didus, D. nazarenus, fu nominata da Hugh Edwin Strickland e Alexander Gordon Melville. Per ospitare le loro nuove specie, così come le altre specie conosciute all'epoca, Strickland e Melville nominarono la nuova sottofamiglia Didinae.(Strickland & Melville, 1848) Nel 1893, tre specie furono assegnate al gruppo Pezophaps solitarius, Didus ineptus e alla possibile specie Didus borbonicus.(Sharpe, 1893) Oggi sono note solo due specie di Raphinae, con Didus ineptus divenuto sinonimo junior di Raphus cucullatus; Didus? borbonicus ora classificato come l'ibis Threskiornis solitarius;(Parish, 2013) e Didus nazarenus ora identificato come sinonimo di Pezophaps solitarius.(Lydekker, 1891)
Un sottordine nominato nel 1893 da Sharpe, Didi è stato definito come un gruppo che comprendeva solo gli uccelli di grandi dimensioni, che erano sister taxon di Columbidae, dalle isole Mascarene di Mauritius, Réunion e Rodrigues. Le caratteristiche che raggruppavano Didi con Columbidae erano l'angolo della mandibola e l'uncino all'estremità del becco.(Sharpe, 1893)
Nel 1811, Johann Karl Wilhelm Illiger creò una nuova famiglia per il genere Didus. Nominò la famiglia Inepti e in essa includese solo Didus ineptus, ora sinonimo di Raphus cucullatus. Illiger concluse che il dodo era legato a struzzi e nandù, e quindi collocò Inepti nell'ordine Rasores, come la famiglia gemella di Gallinacei, Epollicati (un gruppo defunto che includeva Turnix e Syrrhaptes (Long, 1843)), Columbini e Crypturi.
Nel 1842, Johannes Theodor Reinhardt propose che queste animali fossero colombe terricole, basandosi sugli studi di un cranio di dodo che aveva riscoperto nella collezione reale danese di Copenaghen.(Reinhardt, 1842–1843) Questo punto di vista venne accolto come ridicolo, ma in seguito supportato da Strickland e Melville, che suggerirono la comune discendenza del solitario di Rodrigues e del dodo, nel 1848, dopo aver sezionato l'unico esemplare di dodo conosciuto con tessuto molle e confrontandolo con i pochi solitari rimasti disponibili.(Strickland, 1859) Strickland affermò che sebbene non identici, questi uccelli condividevano molte caratteristiche distintive nelle ossa delle zampe, caratteristiche che altrimenti sarebbero note solo nei piccioni.(Strickland & Melville, 1848)
I raphinae sono talvolta separati come una famiglia distinta, Raphidae, e le loro affinità rimasero per lungo tempo incerte. Inizialmente furono collocati insieme ai ratiti a causa delle loro peculiari apomorfie legate incapacità del volo, e fu anche suggerita una relazione con i Rallidae. I dati osteologici e molecolari, tuttavia, concordano sul fatto che il posizionamento in Columbidae è più appropriato.(Shapiro et al., 2002; Janoo, 2005) Storicamente vennero proposte diverse interpretazioni per la classificazione del dodo, alcune delle quali lo classificarono come un piccolo struzzo, un rallide, un'albatro o un avvoltoio.(Hume, Cheke, McOran-Campbell, 2009)

### Filogenesi
Il confronto tra il mitocondriale citocromo b e la sequenza 12S rRNA isolati da un tarsale di un dodo tarsale e il femore di un solitario di Rodrigues supportano la loro stretta parentela e la loro collocazione all'interno della famiglia di piccioni e colombe, i Columbidae.(Shapiro et al., 2002) Le prove genetiche suggeriscono inoltre che il piccione di Nicobar del sud-est asiatico (Caloenas nicobarica) sia il loro parente vivente più stretto tra le 35 specie di piccioni e colombe analizzate, seguito dalle colombe coronate (genere Goura) della Nuova Guinea, e dal piccione dentato di Samoa.(BBC, 2002) Il genere di quest'ultimo è Didunculus ("piccolo dodo"), e venne chiamato "dodlet" da Richard Owen.(Owen, 1867) Il seguente cladogramma, di Shapiro e colleghi (2002), mostra la posizione del dodo e del solitario nella famiglia dei piccioni e delle colombe.(Shapiro et al., 2002)
|  | Caloenas nicobarica                                                       |
|  |                                                                           |
|  | \| \| Pezophaps solitaria \| \| \| \| \| \| Raphus cucullatus \| \| \| \| |
|  |                                                                           |
|  | Pezophaps solitaria                                                       |
|  |                                                                           |
|  | Raphus cucullatus                                                         |
|  |                                                                           |

|  | Pezophaps solitaria |
|  |                     |
|  | Raphus cucullatus   |
|  |                     |

|  | Caloenas nicobarica                                                       |
|  |                                                                           |
|  | \| \| Pezophaps solitaria \| \| \| \| \| \| Raphus cucullatus \| \| \| \| |
|  |                                                                           |
|  | Pezophaps solitaria                                                       |
|  |                                                                           |
|  | Raphus cucullatus                                                         |
|  |                                                                           |

|  | Pezophaps solitaria |
|  |                     |
|  | Raphus cucullatus   |
|  |                     |

|  | Caloenas nicobarica                                                       |
|  |                                                                           |
|  | \| \| Pezophaps solitaria \| \| \| \| \| \| Raphus cucullatus \| \| \| \| |
|  |                                                                           |
|  | Pezophaps solitaria                                                       |
|  |                                                                           |
|  | Raphus cucullatus                                                         |
|  |                                                                           |

|  | Pezophaps solitaria |
|  |                     |
|  | Raphus cucullatus   |
|  |                     |

|  | Caloenas nicobarica                                                       |
|  |                                                                           |
|  | \| \| Pezophaps solitaria \| \| \| \| \| \| Raphus cucullatus \| \| \| \| |
|  |                                                                           |
|  | Pezophaps solitaria                                                       |
|  |                                                                           |
|  | Raphus cucullatus                                                         |
|  |                                                                           |

|  | Pezophaps solitaria |
|  |                     |
|  | Raphus cucullatus   |
|  |                     |

|  | Caloenas nicobarica                                                       |
|  |                                                                           |
|  | \| \| Pezophaps solitaria \| \| \| \| \| \| Raphus cucullatus \| \| \| \| |
|  |                                                                           |
|  | Pezophaps solitaria                                                       |
|  |                                                                           |
|  | Raphus cucullatus                                                         |
|  |                                                                           |

|  | Pezophaps solitaria |
|  |                     |
|  | Raphus cucullatus   |
|  |                     |

|  | Caloenas nicobarica                                                       |
|  |                                                                           |
|  | \| \| Pezophaps solitaria \| \| \| \| \| \| Raphus cucullatus \| \| \| \| |
|  |                                                                           |
|  | Pezophaps solitaria                                                       |
|  |                                                                           |
|  | Raphus cucullatus                                                         |
|  |                                                                           |

|  | Pezophaps solitaria |
|  |                     |
|  | Raphus cucullatus   |
|  |                     |

|  | Caloenas nicobarica                                                       |
|  |                                                                           |
|  | \| \| Pezophaps solitaria \| \| \| \| \| \| Raphus cucullatus \| \| \| \| |
|  |                                                                           |
|  | Pezophaps solitaria                                                       |
|  |                                                                           |
|  | Raphus cucullatus                                                         |
|  |                                                                           |

|  | Pezophaps solitaria |
|  |                     |
|  | Raphus cucullatus   |
|  |                     |

|  | Caloenas nicobarica                                                       |
|  |                                                                           |
|  | \| \| Pezophaps solitaria \| \| \| \| \| \| Raphus cucullatus \| \| \| \| |
|  |                                                                           |
|  | Pezophaps solitaria                                                       |
|  |                                                                           |
|  | Raphus cucullatus                                                         |
|  |                                                                           |

|  | Pezophaps solitaria |
|  |                     |
|  | Raphus cucullatus   |
|  |                     |

|  | Caloenas nicobarica                                                       |
|  |                                                                           |
|  | \| \| Pezophaps solitaria \| \| \| \| \| \| Raphus cucullatus \| \| \| \| |
|  |                                                                           |
|  | Pezophaps solitaria                                                       |
|  |                                                                           |
|  | Raphus cucullatus                                                         |
|  |                                                                           |

|  | Pezophaps solitaria |
|  |                     |
|  | Raphus cucullatus   |
|  |                     |

|  | Caloenas nicobarica                                                       |
|  |                                                                           |
|  | \| \| Pezophaps solitaria \| \| \| \| \| \| Raphus cucullatus \| \| \| \| |
|  |                                                                           |
|  | Pezophaps solitaria                                                       |
|  |                                                                           |
|  | Raphus cucullatus                                                         |
|  |                                                                           |

|  | Pezophaps solitaria |
|  |                     |
|  | Raphus cucullatus   |
|  |                     |

|  | Caloenas nicobarica                                                       |
|  |                                                                           |
|  | \| \| Pezophaps solitaria \| \| \| \| \| \| Raphus cucullatus \| \| \| \| |
|  |                                                                           |
|  | Pezophaps solitaria                                                       |
|  |                                                                           |
|  | Raphus cucullatus                                                         |
|  |                                                                           |

|  | Pezophaps solitaria |
|  |                     |
|  | Raphus cucullatus   |
|  |                     |

|  | Caloenas nicobarica                                                       |
|  |                                                                           |
|  | \| \| Pezophaps solitaria \| \| \| \| \| \| Raphus cucullatus \| \| \| \| |
|  |                                                                           |
|  | Pezophaps solitaria                                                       |
|  |                                                                           |
|  | Raphus cucullatus                                                         |
|  |                                                                           |

|  | Pezophaps solitaria |
|  |                     |
|  | Raphus cucullatus   |
|  |                     |

|  | Caloenas nicobarica                                                       |
|  |                                                                           |
|  | \| \| Pezophaps solitaria \| \| \| \| \| \| Raphus cucullatus \| \| \| \| |
|  |                                                                           |
|  | Pezophaps solitaria                                                       |
|  |                                                                           |
|  | Raphus cucullatus                                                         |
|  |                                                                           |

|  | Pezophaps solitaria |
|  |                     |
|  | Raphus cucullatus   |
|  |                     |

|  | Caloenas nicobarica                                                       |
|  |                                                                           |
|  | \| \| Pezophaps solitaria \| \| \| \| \| \| Raphus cucullatus \| \| \| \| |
|  |                                                                           |
|  | Pezophaps solitaria                                                       |
|  |                                                                           |
|  | Raphus cucullatus                                                         |
|  |                                                                           |

|  | Pezophaps solitaria |
|  |                     |
|  | Raphus cucullatus   |
|  |                     |

|  | Caloenas nicobarica                                                       |
|  |                                                                           |
|  | \| \| Pezophaps solitaria \| \| \| \| \| \| Raphus cucullatus \| \| \| \| |
|  |                                                                           |
|  | Pezophaps solitaria                                                       |
|  |                                                                           |
|  | Raphus cucullatus                                                         |
|  |                                                                           |

|  | Pezophaps solitaria |
|  |                     |
|  | Raphus cucullatus   |
|  |                     |

|  | Caloenas nicobarica                                                       |
|  |                                                                           |
|  | \| \| Pezophaps solitaria \| \| \| \| \| \| Raphus cucullatus \| \| \| \| |
|  |                                                                           |
|  | Pezophaps solitaria                                                       |
|  |                                                                           |
|  | Raphus cucullatus                                                         |
|  |                                                                           |

|  | Pezophaps solitaria |
|  |                     |
|  | Raphus cucullatus   |
|  |                     |

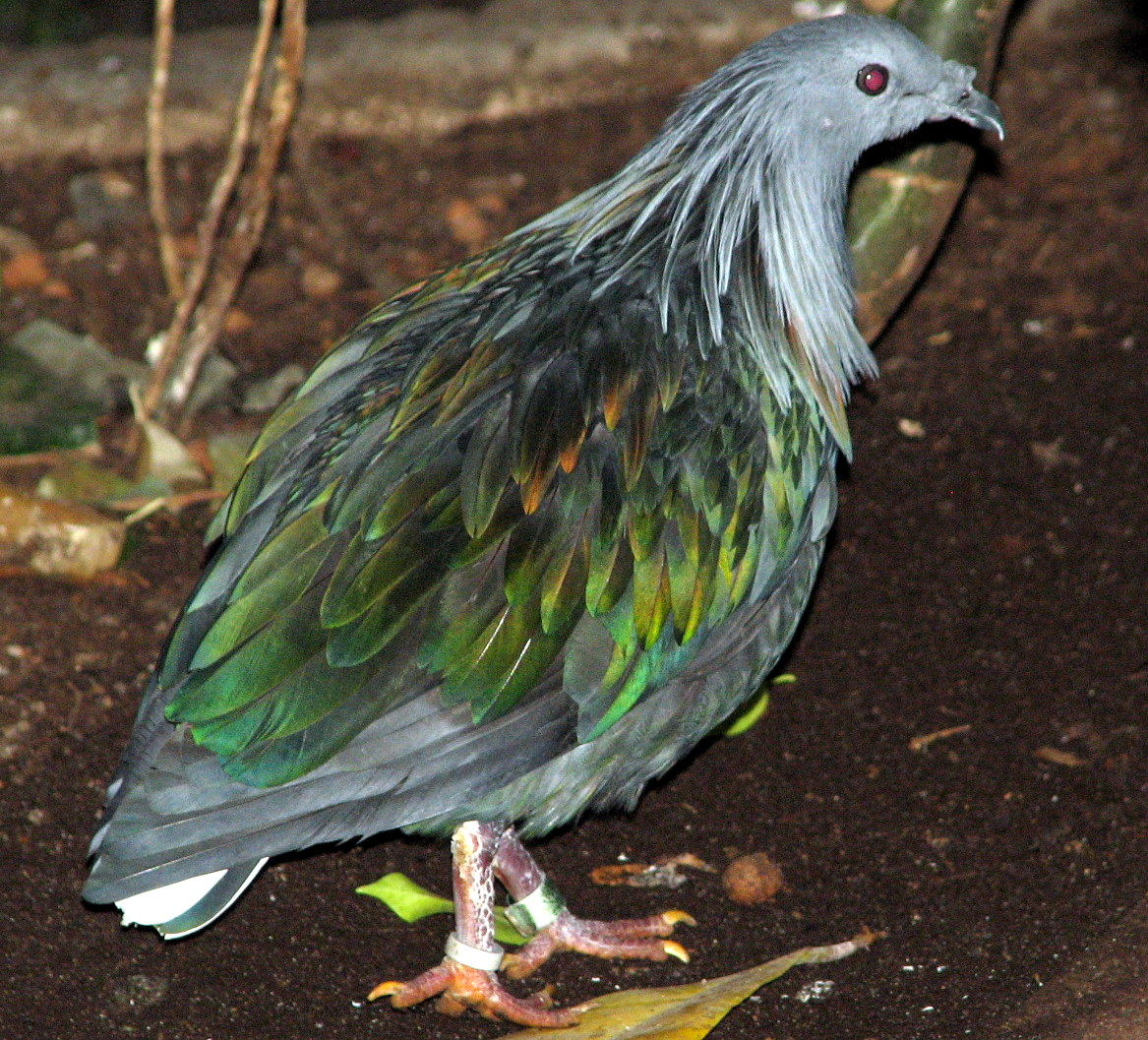
Il piccione di Nicobar (Caloenas nicobarica) è il parente vivente più stretto del dodo e del solitario di Rodrigues

Un analogo cladogramma venne pubblicato nel 2007, invertendo il posizionamento di Goura e Didunculus e includendo il piccione fagiano e il piccione terragnolo alla base del clade.(Pereira et al., 2007) Sulla base di prove comportamentali e morfologiche, Jolyon C. Parish propose di collocare il dodo e il solitario di Rodrigues nella sottofamiglia Gourinae insieme alle colombe coronate del genere Goura e altri, in accordo con le prove genetiche.(Naish, 2014) Nel 2014, il DNA del solo esemplare noto del recentemente estinto piccione verde macchiato (Caloenas maculata) è stato analizzato e si è scoperto che era un parente stretto del piccione di Nicobar, e quindi anche del dodo e del solitario di Rodrigues.
Per molti anni il dodo e il solitario Rodrigues furono collocati in una loro famiglia, i Raphidae (precedentemente Dididae), perché i loro esatti rapporti con altri piccioni erano irrisolti. Ognuno fu collocato nella propria famiglia monotipica (Raphidae e Pezophapidae, rispettivamente), poiché si pensava che avessero sviluppato indipendentemente le loro caratteristiche simili.(Storer, 1970) Da allora i dati osteologici e molecolari hanno portato alla dissoluzione della famiglia Raphidae, e il dodo e il solitario sono ora collocati nella loro sottofamiglia, Raphinae, nella famiglia Columbidae.(Janoo, 2005)
Il "solitario di Réunion", da tempo considerato un terzo uccello didinae estinto, si è rivelato essere un ibis; ora è noto come Threskiornis solitarius.(Mourer-Chauviré et al., 1995)

### Divergenza
Uno studio del 2002 indica che gli antenati del solitario di Rodrigues e del dodo si separarono attorno al confine Paleogene-Neogene. Le isole Mascarene (Mauritius, Réunion e Rodrigues), sono di origine vulcanica e hanno meno di 10 milioni di anni. Pertanto, gli antenati di entrambi gli uccelli, probabilmente, mantennero la capacità di volare per un tempo considerevole dopo la separazione del loro lignaggio.(Hume, 2008) L'assenza di grandi mammiferi erbivori sulle isole permise al solitario e al dodo di raggiungere le loro notevoli dimensioni.(McNab, 1999) Il DNA ottenuto dal campione di Oxford è degradato e nessun DNA utilizzabile è stato estratto dai resti del subfossile, quindi l'età esatta della separazione dei due gruppi rispetto ad altri piccioni deve ancora essere verificata in modo indipendente.(Hume, 2012) Il dodo perse la capacità di volare per via dell'assenza di predatori a Mauritius.(Fuller, 2001) Un altro grosso piccione incapace di volare, il piccione gigante di Viti Levu (Natunaornis gigoura), è stato descritto nel 2001 da materiale subfossile delle Figi. Era leggermente più piccolo del dodo e del solitario Rodrigues, e si pensa che sia imparentato con le colombe coronate.(Worthy, 2001)
Si stima che il gruppo contenente il dodo e il solitario Rodrigues si sia scostato da generi come Goura circa 1,5 milioni di anni fa.(Shapiro et al., 2002) Tuttavia, tale stima appare altamente improbabile. È stato stimato che i parenti delle due specie raggiunsero l'isola circa 35 milioni di anni fa, quando si formò un ponte di terra tra le spiagge di Nazareth (Rodrigues) o St. Brandon e Mauritius.(Parish, 2013)

## Paleobiologia

### Comportamento

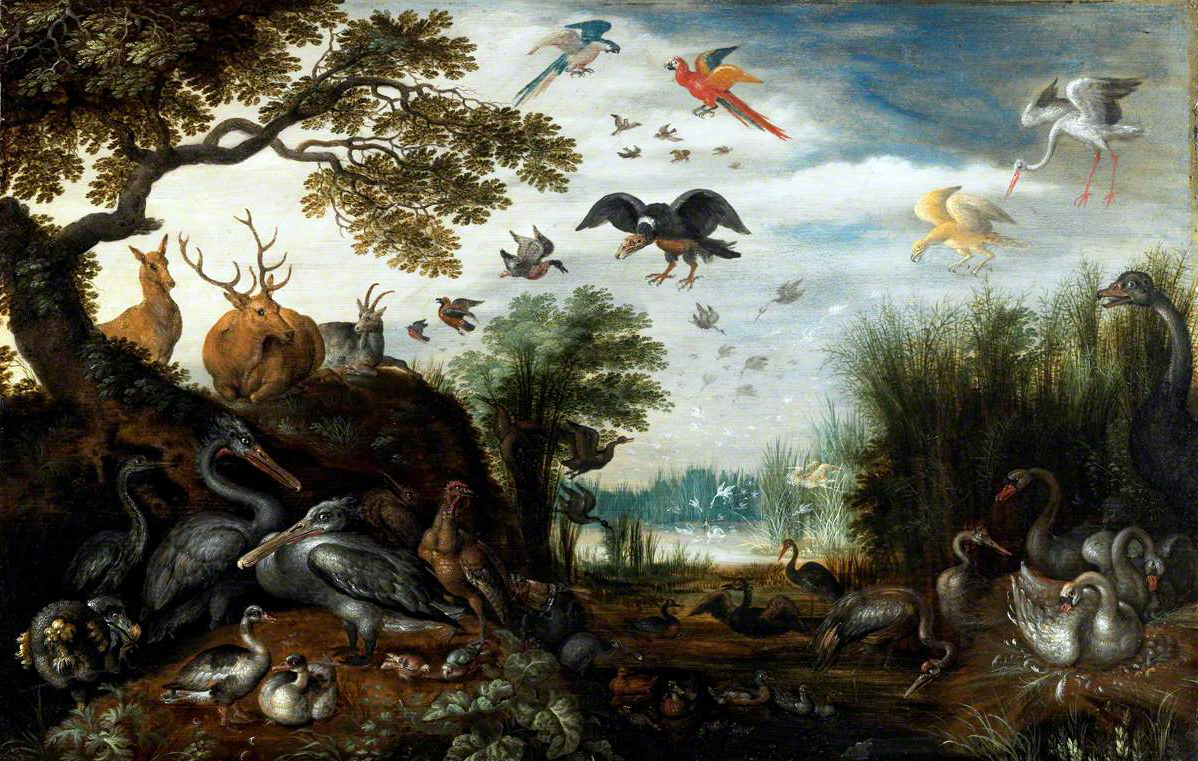
Rappresentazione di un dodo in un dipinto di Roelant Savery (1626)

Si conosce ben poco del comportamento del dodo, poiché la maggior parte delle descrizioni contemporanee sono molto brevi.(Kitchener, 1993) In base alle stime sul peso di questi uccelli, è stato suggerito che i maschi potessero raggiungere i 21 chili, mentre le femmine fino a 17 chili. (Kitchener, 1993) Alcuni studi sulla forza a sbalzo delle ossa delle zampe indicano che i dodo potessero muoversi e correre piuttosto velocemente.(Livezey, 1993) A differenza del solitario di Rodrigues, non ci sono prove che il dodo usasse le ali in combattimenti intraspecifici. Sebbene alcune ossa di dodo siano state ritrovate con fratture guarite, l'animale aveva muscoli pettorali deboli e ali più ridotte in confronto al solitario. Si pensa piuttosto che il suo grosso becco potesse essere la sua arma principale nelle dispute intraspecifiche. Dal momento che Mauritius aveva un clima più stabile e piogge più abbondanti di Rodrigues, è probabile che i maschi di dodo non avessero motivo di combattere per il territorio. Il solitario di Rodrigues era quindi, probabilmente, il più aggressivo tra i due.(Hume & Steel, 2013)
L'osservazione di esemplari vivi del solitario Rodrigues indicano che fosse un uccello altamente territoriale. È possibile che questi uccelli risolvessero le dispute territoriali colpendosi a vicenda con le ali; per aiutarsi in ciò, il solitario di Rodrigues aveva sviluppato dei pomelli ossei nei polsi.(Rand, 1954) Diverse fratture nelle ossa delle ali indicano che queste strutture venissero usate in combattimento.(Livezey, 1993) È anche stato suggerito che queste fratture potrebbero essere invece il risultato di una malattia ossea ereditaria piuttosto che di ferite da combattimento.(Amadon, 1951) Ma in tutti gli uccelli esistenti dove sono presenti speroni e pomelli carpali, questi sono usati come armi senza eccezioni. Dal momento che a Rodrigues presentava maggiori variazioni stagionali rispetto a Mauritius, le precipitazioni erano meno abbondanti. Ciò avrebbe influito sulla disponibilità di risorse sull'isola, per cui il solitario avrebbe avuto più ragioni per sviluppare un comportamento più territoriale ed aggressivo.(Hume&Steel, 2013) Numerosi resoconti affermano che questi uccelli usassero anche il loro potente becco per difendersi.(Fuller, 2001)

## Estinzione
L'ultima specie di Raphinae sopravvissuta, il solitario Rodrigues, si estinse, probabilmente, prima del 1778.(IUCN Red List, 2012a) Il dodo sopravvisse fino al 1662 o 1690. Il solitario di Rodrigues si estinse a causa dell'introduzione di gatti selvatici sull'isola e per la caccia ad esemplari adulti da parte dei primi coloni dell'isola.(IUCN Red List, 2012a) Sebbene il dodo si sia estinto prima, le cause della sua estinzione sono correlate e implicano l'introduzione di specie invasive e la caccia da parte degli umani.(IUCN Red List, 2012b)

### Estinzione del dodo
Come molti animali evolutisi in isolamento dai grandi predatori, il dodo non aveva motivo di temere gli umani. Questa impavidità e la sua incapacità di volare lo resero una facile preda per i marinai. La popolazione umana di Mauritius (un'area di 1.860 km 2 o 720 sq mi) non superò mai le 50 persone nel XVII secolo, ma introdussero sull'isola altri animali, tra cui cani, maiali, gatti, ratti e macachi, che saccheggiarono i nidi dei dodo e cominciarono a competere con quest'ultimo per le limitate risorse dell'isola.(BBC, 2002) Allo stesso tempo, gli umani distrusse l'habitat boschivo dei dodo. L'impatto di questi animali introdotti, in particolare i maiali e i macachi, sulla popolazione di dodo è attualmente considerato più grave di quello della caccia da parte degli umani.(Fryer, 2002) I ratti non avrebbero causato un tale problema al dodo, poiché quest'ultimi erano già abituati a convivere con i granchi terrestri locali.(Cheke&Hume, 2008)
L'ultimo avvistamento definitivo di un dodo, ad Amber Island nel 1662, potrebbe non essere stato necessariamente l'ultimo membro della specie.(Roberts, 2013) L'ultimo avvistamento di un dodo è stato riportato nei registri di caccia di Isaac Johannes Lamotius, nel 1688. L'analisi statistica di questi registri da parte di Roberts e Solow indica una nuova data di estinzione stimata nel 1693, con un intervallo di confidenza del 95% del 1688– 1715. Gli autori hanno anche sottolineato che, poiché l'ultimo avvistamento prima del 1662 è stato nel 1638, il dodo era probabilmente già abbastanza raro nel 1660, e quindi un rapporto segnalato nel 1674 da uno schiavo fuggito non può essere ignorato.(Roberts&Solow, 2003)

### Estinzione del solitario di Rodrigues
Sebbene la IUCN elenchi il solitario di Rodrigues come estinto nel 1778,(IUCN Red List, 2012b) la specie si estinse probabilmente tra il 1730 e il 1760; la data esatta non è nota. La sua scomparsa coincise con il commercio di tartarughe tra il 1730 e il 1750, quando i commercianti che approdarono sull'isola bruciavano vegetazione, e cominciarono a cacciare solitari e liberarono sull'isola gatti e maiali che predarono uova e pulcini.(Cheke&Hume, 2008) Nel 1755, Joseph-François Charpentier de Cossigny tentò di catturare un esemplare vivo, poiché gli era stato assicurato che il solitario di Rodrigues fosse ancora presente in alcune zone remote dell'isola. Dopo aver cercato per 18 mesi e aver offerto grandi ricompense, non riuscì a trovarne nessuno. François notò come, probabilmente, furono i gatti ad aver decimato la specie, ma sospettava che fosse anche dovuto alle attività di caccia e deforestazione da parte dell'uomo.(Cheke&Hume, 2008) Quando visitò Rodrigues per osservare il transito di Venere, nel 1761, Alexandre Guy Pingré non incontrò nessun solitario, sebbene gli fosse stato assicurato che alcuni esemplari fossero ancora sull'isola.(Fuller, 2002)